# 匈牙利駐臺代表列表
本列表為匈牙利駐臺灣歷任代表名錄。雙方無正式外交關係。

## 奧匈帝國、汪精衛國民政府時期

### 概述
1912年1月1日，中華民國成立。1913年10月6日，由匈牙利王國與奧地利帝國在1867年合組的「奥匈帝国」承認中華民國，並派駐公使，由駐前大清公使訥色恩繼續擔任。
1914年7月，第一次世界大战發生後，中華民國於1917年8月14日對奧匈帝國宣戰並斷交。（1918年，奧匈帝國解體成奧地利、匈牙利與其他國家。）
1941年7月1日，匈牙利王國追隨納粹德國承認汪精卫国民政府。1942年4月25日，駐日本兼駐華公使尼古拉韦格（Végh Miklós）呈遞到任国书，於1945年離任。

## 中華民國臺灣時期

### 代表機構
1997年底，匈牙利於《政府公報》中宣布將在臺灣設立代表機構。1998年7月26日，於中華民國首都臺北設立具大使館功能匈牙利貿易辦事處。

### 歷任代表（1998年至今）
| 姓名   | 姓名（匈牙利文） | 到任              | 離任             | 外交職務                     |
| ------ | ---------------- | ----------------- | ---------------- | ---------------------------- |
| 鄔以敬 |                  | 1999年2月前已在任 | 2000年12月仍在任 | 代表（Representative），下同 |
| 麥善德 |                  | 2002年1月前已在任 | 2003年12月仍在任 | 代表                         |
| 賴斯祿 |                  | 2004年            | 2008年12月仍在任 | 代表                         |
| 陶達   |                  | 2009年            | 2011年12月仍在任 | 代表                         |
| 雷文德 |                  | 2012年            | 2014年12月仍在任 | 代表                         |
| 亞諾許 |                  | 2015年10月20日    | 2019年9月        | 代表                         |
| 羅林   |                  | 2019年9月11日     | 2023年7月        | 代表                         |
| 葛凱達 |                  | 2023年9月11日     | 現任             | 代表                         |

## 外部連結
- 匈牙利貿易辦事處